# Селянкино (Владимирская область)
Селянкино — деревня в Вязниковском районе Владимирской области России, входит в состав Сарыевского сельского поселения.

## География
Деревня расположена в 8 км на северо-запад от центра поселения села Сарыево и в 34 км на северо-запад от райцентра города Вязники.

## История
В конце XIX — начале XX века деревня входила в состав Сарыевской волости Вязниковского уезда. В 1859 году в деревне числилось 18 дворов, в 1905 году — 12 дворов, в 1926 году — 16 дворов.
С 1929 года деревня входила в состав Осинковского сельсовета Вязниковского района, с 2005 года — в составе Сарыевского сельского поселения.

## Население
| 1859 | 1905 | 1926 | 2002 | 2010 | 2021 |
| ---- | ---- | ---- | ---- | ---- | ---- |
| 78   | ↘64  | ↗84  | ↘3   | ↗18  | ↘10  |

## Известные уроженцы
- Жиряков, Георгий Георгиевич (1887–1928) – участник революционного движения в России, советский государственный деятель.